# Najla Ben Abdallah
Najla Ben Abdallah (arabe : نجلاء بن عبد الله), née le 16 juin 1980, est une actrice tunisienne, notamment connue pour avoir joué le rôle de Feriel Ben Abdallah dans la série télévisée Maktoub.

## Biographie

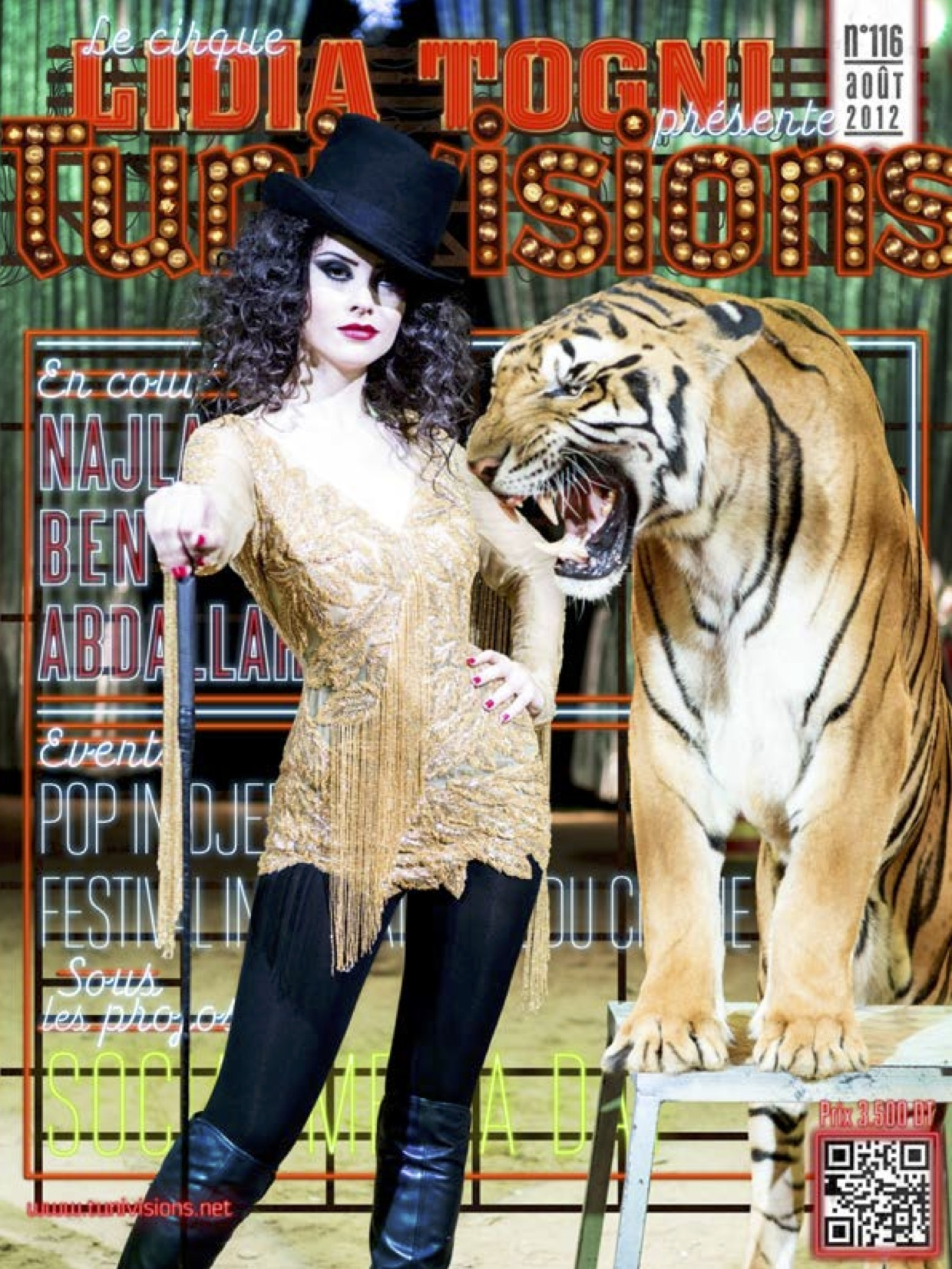
Najla Ben Abdallah en couverture de Tunivisions, en août 2012.

Indépendamment de sa carrière d'actrice, Najla Ben Abdallah est hôtesse de l'air pour la compagnie aérienne Tunisair. Elle est mère de deux filles.
En août 2012, elle fait la couverture du magazine people Tunivisions, puis celle du magazine tunisien E-jeune en novembre. En juillet 2015, elle est en couverture du magazine digital A Mag.
En 2017, elle participe à la série Bolice 4.0, ainsi qu'à une série libyenne, le tournage se déroulant en Tunisie pour des raisons de sécurité.
En 2020, elle remporte le prix de la meilleure actrice au Festival du film arabe de Malmö, pour son rôle dans le film Un fils de Mehdi Barsaoui. Elle est aussi sélectionnée par l'Académie des César dans la catégorie du meilleur espoir féminin pour son rôle dans ce même film.
Najla Ben Abdallah est mère de deux filles.

## Filmographie

### Cinéma

#### Longs métrages
- 2012 : Fausse note de Majdi Smiri : Lilly
- 2015 : Thala mon amour de Mehdi Hmili
- 2019 : Un fils de Mehdi Barsaoui : Meriem Ben Youssef

#### Courts métrages
- 2010 : Les Parodies d'or de Majdi Smiri
- 2013 : N'importe quoi d'Ismahane Lahmar : Neila[6]

### Télévision

#### Séries
- 2010 :
  - Donia de Naïm Ben Rhouma
  - Nsibti Laaziza (invitée d'honneur de l'épisode 12 de la saison 1) de Slaheddine Essid : Saoussen
- 2012-2014 : Maktoub (saisons 3-4) de Sami Fehri : Feriel Ben Abdallah
- 2013 : Zawja El Khamsa de Habib Mselmani et Jamel Eddine Khelif : Rim Sissaoui
- 2014 : School (saison 1) de Rania Gabsi, Zied Litayem et Karim Ben Rhouma : professeure intérimaire
- 2015 :
  - Naouret El Hawa (saison 2) de Madih Belaïd : Nahed
  - Dar Ellozab de Lassaad Oueslati
  - Ambulance de Lassaad Oueslati : Siwar
  - Sultan Achour 10 de Djaffar Gacem : Cléopâtre VII
- 2016 :
  - Al Akaber de Madih Belaïd
  - Embouteillage de Walid Tayaa
- 2017 :
  - Bolice 4.0 de Majdi Smiri
  - La Coiffeuse (ar) de Zied Litayem
- 2018 : Tej El Hadhra de Sami Fehri : Lalla Hsayna
- 2019 :
  - Awled Moufida de Sami Fehri : avocate
  - Kingdoms of Fire d'Alejandro Toledo et Peter Webber : Triviana
  - Zanket Errih d'Oussama Resk : Louiza
- 2022 : Baraa de Mourad Ben Cheikh et Sami Fehri : Hajer
- 2023 : Djebel Lahmar de Rabii Tekali : Samia
- 2025 :
  - Salla Salla de Mohamed Ali Mihoub : Anissa
  - El Fetna de Saoussen Jemni : Nawel

#### Téléfilms
- 2012 : La Fuite de Carthage de Madih Belaïd

#### Émissions
- 2012 : Labès sur Ettounsiya TV
- 2013 :
- Dhouk Tohsel (épisode 15) sur Tunisna TV
- Klem Ennes sur El Hiwar El Tounsi
- 2014 :
  - Dhawakna (épisode 5) sur Telvza TV
  - L'anglizi (épisode 10) sur Tunisna TV
- 2016 : Tahadi El Chef (épisode 3) sur M Tunisia
- 2017 : 100 façons sur Attessia TV
- 2018 :
  - Fekret Sami Fehri sur El Hiwar El Tounsi
  - Labès sur El Hiwar El Tounsi
  - Dimanche tout est permis sur El Hiwar El Tounsi
- 2019 : Dima Labes sur Attessia TV
- 2020 : 90 Minutes sur El Hiwar El Tounsi

### Vidéos
- 2011 :
  - spot publicitaire pour la chaîne de grandes surfaces Magasin général
  - spot publicitaire pour Tunisiana
  - spots publicitaires pour la crème dessert Danette de Danone
- 2017 : apparition dans le clip Yamma Lasmer Douni d'Asma Othmani, réalisé par Zied Litayem
- 2018 :
  - spot publicitaire pour l'eau minérale Hayett
  - spot publicitaire pour le site de vente en ligne Jumia
- 2019 : spot publicitaire pour les tomates en conserve STICAP